# أحمد التوني
الشيخ أحمد التوني (1932 - 17 مارس 2014) هو منشد ومغني إسلامي مصري.

## حياته ونشأته
من أسيوط مركز منفلوط قرية الحواتكة بصعيد مصر. وهو أشهر وأكبر منشدي صعيد مصر يطلق عليه لقب «ساقي الأرواح» و«سلطان المنشدين». وقد استطاع بأدائه المتميز الخروج بالغناء الصوفي من المحلية إلى العالمية، إذ دعي للمشاركة في العديد من المهرجانات الموسيقية الروحية.
يقول الشيخ التوني عن الموسيقى أنها "تجلب الجمهور، وتقرب المعنى، وتطرب النفس، وترقق المشاعر"، وأن الموسيقى تؤدي لأن يسود «سهرات الإنشاد الصوفي نوع من الصفاء والحب، والإبداع والتشويق». يهدف الشيخ من خلال الإنشاد والموسيقى الروحية إيصال رسالة التصوف الإسلامي إلى العالم كله. ويعتقد أن التصوف صالح لجميع الأديان وليس حكراً على المسلمين وحدهم.

## مسيرته
يركز الشيخ في إنشاده على الكلام، لا على الألحان حيث تكون الألحان مجرد خلفية مرافقة. وهو ينشد بشكل فطري قائم بصورة أساسية على الارتجال مما يحفظه من أشعار كبار أئمة التصوف ومنهم: "أبو العزايم وابن الفارض والحلاج..ويتبع الشيخ تختاً موسيقياً شرقياً بسيطاً مؤلفاً من "الرق والناي والكمان.." يعزفون وراءه وفقاً لما يفيض على شيخهم من تجليات شعراً وتنويعاً بين المقامات الموسيقية.. وقد يتولى بنفسه ضبط الإيقاع من خلال النقر بمسبحةٍ على كأس زجاجي وبهذا يعود الشيخ «أحمد التوني» إلى طريقته الأصلية في الإنشاد التي بدأها الشيخ السبعيني قبل حوالي الستين عاماً.
كان الشيخ ينشد مرتجلاً من دون مرافقة الألحان إلى أن أدرك أهمية استخدام الموسيقا في نشر رسالة التصوف التي يحملها والتي بلغت عبر صوته مسارح «باريس وعموم أوروبا والولايات المتحدة والبرازيل والأرجنتين وسائر دول شمالي أفريقيا بالإضافة إلى سوريا..»
في الموالد: كمولد السيد «البدوي» والسيد «الحسين» والسيدة «زينب» كان الشيخ «أحمد» يجد متعته في الغناء المتواصل ولساعاتٍ طويلة، فقبل سنوات كان الشيخ ينشد لحوالي الست ساعات في المولد بغض النظر عن المناسبات التي يمكن أن يحييها نفس الليلة وكل ذلك ارتجالاً مما يحفظه من الشعر دون أن ينشد في ليليتين متتاليتين نفس الأشعار. إلا أنه الآن يقتصد في الإنشاد لتقدم السن لكنه يحافظ على نفس طريقته في الإنشاد..» ويعتبر الشيخ ياسين التهامى أحد أشهر تلاميذ الشيخ التوني.
أعضاء فرقة إنشاد الشيخ «أحمد التوني» هم أربعة بالإضافة للشيخ نفسه: «حسن محمد علي/كمان، مصطفى عبد الرحمن/ناي، وابنه محمد على الإيقاع، وابنه الأصغر محمود المنشد في الفرقة»

## وفاته
توفي في 17 مارس 2014.